# Półwysep Gydański
Półwysep Gydański (ros. Гыданский полуостров) – nizinny półwysep położony w Rosji. Półwysep graniczy od zachodu z Zatoką Obską, od wschodu Niziną Północnosyberyjską, od południa z Niziną Zachodniosyberyjską oraz od północy styka się z Morzem Karskim. Porasta go roślinność tundrowa. 
Obszar ten jest bardzo słabo zaludniony (3 os./km²). Ludność trudni się łowiectwem, rybołówstwem i hodowlą reniferów. Na Półwyspie Gydańskim znajdują się złoża gazu ziemnego. 
Północną część półwyspu zajmuje Gydański Park Narodowy.
Dane liczbowe:
- szerokość: 400 km[1]
- długość: 400 km[1]
- max. wysokość: 200 m n.p.m.[1]